# Greenshot
Greenshot es un programa de capturas de pantalla gratuito y de código abierto para Microsoft Windows. Está desarrollado por Thomas Braun, Jens Klingen y Robin Krom y está publicado bajo Licencia Pública General GNU, alojado en GitHub y BitBucket. Greenshot también está disponible para macOS, pero como software propietario través de la App Store. Además, también podemos encontrar una versión para Linux y otra versión portable.
La característica de Greenshot  apunta principalmente a directores de proyecto, testers y desarrolladores.
Es utilizado para crear capturas de pantalla totales o parciales. La captura de pantalla puede ser anotada y editada utilizando el  editor de imagen incluido en la aplicación antes de exportarlo tanto en un archivo de imagen, anexo de correo electrónico, impresora o portapapeles.
Por marzo de 2012, Greenshot estaba disponible en 33 idiomas; la mayoría de las traducciones han sido contribuidas por usuarios.

## Características

### Capturas
Greenshot ofrece varios modos para crear un captura:
"Región de captura" permite seleccionar una área de la pantalla arrastrando un rectángulo verde a la posición y tamaño deseado.
"Captura región anterior" se usa para re-capturar exactamente la misma región que se capturó anteriormente.
"Captura de ventana" crea una captura de la ventana activa o seleccionada (dependiendo de los ajustes del usuario).
"Captura de pantalla completa" captura la pantalla completa.
"Captura de Internet Explorer" deja crear una captura de desplazamiento de sitios web que son más grandes que la ventana del navegador cuando está abierta en Internet Explorer.

### Editor de imagen
Si el usuario necesita resaltar o añadir anotaciones a la captura, en el propio editor de imagen  se puede hacer. El editor de imagen de Greenshot es un editor de gráficos vectoriales; aun así,  ofrece algún filtro basado en pixeles.
Permite dibujar formas básicas (rectángulos, elipses, líneas, flechas y a mano) y añadir texto a una captura. Las herramientas especiales de filtro están presentes para resaltar texto o una área, así como herramientas de ofuscación (difuminar/ pixelar) las cuales pueden ser usadas para ocultar datos sensibles de una captura.
Cada herramienta viene con su conjunto de ajustes, p. ej. color de línea y grosor, o una opción para caer una sombra.

### Exportar para uso posterior
Utilizar el editor de imagen es opcional, todas las opciones de exportación están disponibles desde la barra de herramientas superior y el menú. Aun así el usuario puede configurar Greenshot para saltar este paso y pasar la captura a otros destinos directamente. Las opciones son copiar la imagen al portapapeles como mapa de bits, enviarla a una impresora, guardarla en el sistema de archivos (utilizando un patrón definido por el usuario para el nombre del fichero) o adjuntarlo a un nuevo mensaje de correo electrónico. 
Desde la versión 1.0, un selector de destino está disponible para la exportación dinámica después de cada captura, junto con varios plugins para exportación especializada a aplicaciones de terceros (p. ej.  Programas de Microsoft office, Paint.NET) y plataformas (p. ej. Dropbox, JIRA).

### Descargas
Por julio de 2014 el programa ha sido descargado alrededor 5 millones de veces de SourceForge y casi 2 millones de descargas en 2013. En de julio de 2014, la página de descargas de CNET contó un total de más de 110,000 descargas. Además, Greenshot está también disponible para descarga en otros portales de software como Softpedia y Softonic.com.

### Revisiones
El personal de CNET.com ha valorado la versión 1.0 de Greenshot con 5 de 5 estrellas, destacando la posibilidad para seleccionar destinos dinámicamente y el "sorprendentemente sofisticado" editor de imagen. Techworld.com concluye que "hay herramientas de captura de pantalla más potentes alrededor" pero aun así dio 4 de 5 estrellas a la "facilidad general de uso" de Greenshot  .
Nick Mead de Softonic también enfatiza la facilidad del programa así como las posibilidades para anotación y configuración, pero critica efectos visuales innecesarios cuándo haces la captura de pantalla, valorando Greenshot 7 de 10.